# Eudonia shafferi
Eudonia shafferi é uma espécie de insetos lepidópteros, mais especificamente de traças, pertencente à família Crambidae.
A autoridade científica da espécie é Nuss, Karsholt & Meyer, tendo sido descrita no ano de 1998.
Trata-se de uma espécie presente no território português.